# Sbor Bratrské jednoty baptistů v Brně

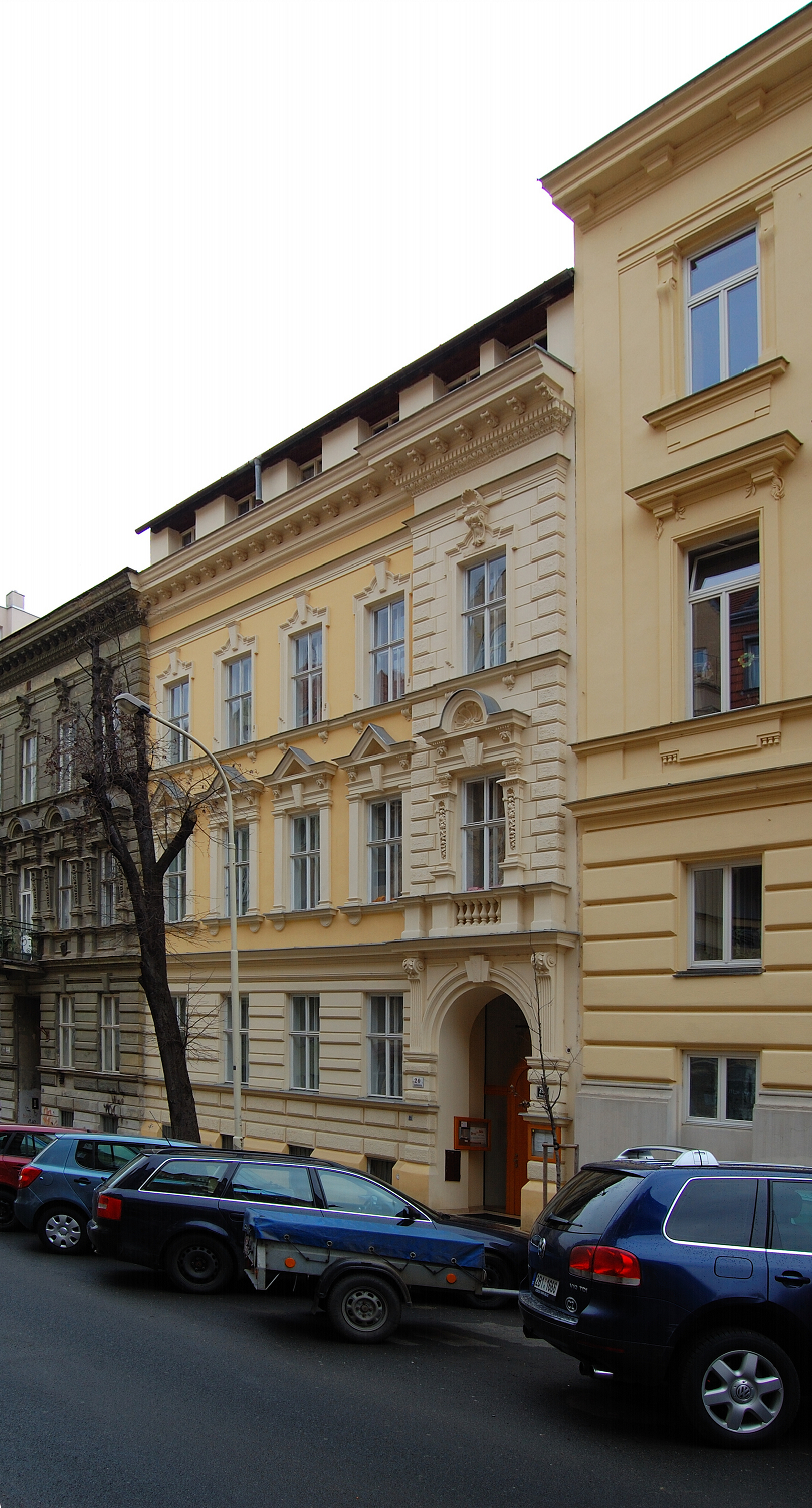
Sídlo sboru

Sbor Bratrské jednoty baptistů v Brně je místní baptistickou církví na Smetanově ulici, která má více než 280 členů a je tak největším sborem baptistů v ČR.

## Historie
Sbor baptistů v Brně byl založen 13. března 1898 jako po Praze druhý český sbor na našem území. Zakladatelem byl průkopník baptistické misie na Moravě Norbert Fabián Čapek. V roce 1906 sbor zakoupil činžovní dům v nynější Smetanově ulici. V roce 1911 zde byla otevřena „Husova dvorana“ s kapacitou asi 150 sedících. Modlitebna bývala přeplněná, bývalo zde 300-400 přítomných. Na mnoha místech v okolí Brna se konaly veřejné náboženské přednášky, při kterých mládež rozdávala traktáty, časopisy a nabízela Bible. Sborová práce zasahovala různé oblasti - činnost mládeže, sester, nedělní školu, tamburáš, pěvecký sbor, abstinentské hnutí. Z iniciativy kazatele Norberta Čapka začala v Brně vydavatelská činnost - v roce 1899 se začal vydávat časopis “Slova pro život”, v roce 1900 byl vydán zpěvníček „Duchovní písně“ a v roce 1901 začal vycházet časopis “Moravský bratr”.
Práce ve sboru se slibně rozvíjela, i když byla brzděna tehdejšími zákony a zmanipulovaným veřejným míněním o „kacířích“ a ”sektářích”. Po 1. světové válce se tak pravidelná shromáždění konala na více místech v Brně. Období 2. světové války bylo poznamenáno politickou nesvobodou. Sborový život se stáhl do prostoru modlitebny, na policejní ředitelství musely být odevzdány některé knihy ze sborové knihovny, v roce 1943 byla zakázaná činnost mládeže. Ke konci války byla popravena celá rodina Dvorských (rodiče a 4 děti) a při osvobozování Brna byl dělostřeleckým granátem zasažen sborový dům.
Po roce 1948 přišlo další pronásledování - komunisté ztěžovali duchovní práci nejenom v Brně, ale v celém Československu, hlavně omezováním činnosti a zatýkáním kazatelů. Po nástupu nového kazatele Pavla Titěry v roce 1955 dochází k novému duchovnímu růstu. Díky politické nesvobodě ale sbor procházel těžkým obdobím. Křesťané měli horší uplatnění v zaměstnání, při studiu, do shromáždění občas přicházeli udavači StB. Kazatelé byli státní bezpečností vyslýcháni a bylo jim vyhrožováno zákazem práce nebo i vězením. Přesto většina lidí zůstala věrná. Ze zahraničí byla tajně pašována křesťanská literatura (u nás se tisklo velice málo), probíhala (mnohdy nepovolená) křesťanská výchova dětí a mládeže, konaly se ilegální letní tábory. Jiří Dedecius si přímo ve svém bytě zřídil nahrávací studio (zpočátku přenosné - aby je mohl rychle ukrýt) a spolupracoval s křesťanským zahraničním rozhlasem TWR.
Po roce 1989 začal sbor rychle růst. Kromě toho začal podporovat misijní a sociální projekty v ČR i v zahraničí. V letech 2004-2006 sbor kompletně přebudoval a rozšířil modlitebnu a její zázemí, aby zvýšil kapacitu pro své aktivity. Bohoslužby a další aktivity pro místní komunitu se postupně začaly konat také v Brně-Medlánkách a v Brně-Bystrci. Svou pobočku ("stanici") má sbor již z dřívějška také ve vesnici Křídla na Vysočině.

## Kazatelé
- 1898–1913: Norbert Čapek
- 1914–1922: Otakar Frič
- 1927–1935: Karel Jersák
- 1935–1955: Jan Jersák
- 1955–1982: Pavel Titěra
- 1982–1985: Jan Pospíšil
- 1986–1997: Milan Kern
- 2001–2004: Jan Pospíšil
- 2005–2021 Pavel Coufal
- 2021-dosud Petr Coufal